# Levieria
Levieria es un género con trece especies de plantas de flores perteneciente a la familia Aizoaceae. Son nativas de Queensland, Nueva Guinea a Célebes.

## Especies seleccionadas
- KLevieria acuminata
- Levieria beccariana
- Levieria forbesii
- Levieria laxiflora
- Levieria montana
- Levieria nitens
- Levieria orientalis
- Levieria parvifolia
- Levieria rudolfii
- Levieria scandens
- Levieria schlechteri
- Levieria squarrosa
- Levieria urophylla